# Efecto túnel

Reflexión y "tunelado" de un electrón dirigido hacia una barrera de potencial. El punto resplandeciente moviéndose de derecha a izquierda es la sección reflejada del paquete de onda. Un vislumbre puede observarse a la derecha de la barrera. Esta pequeña fracción del paquete de onda atraviesa el túnel de una forma imposible para los sistemas clásicos. También es notable la interferencia de los contornos entre las ondas de emisión y de reflexión.

En mecánica cuántica, el efecto túnel es un fenómeno cuántico por el que una partícula viola los principios de la mecánica clásica penetrando una barrera de potencial o impedancia mayor que la energía cinética de la propia partícula. Una barrera, en términos cuánticos aplicados al efecto túnel, se trata de una cualidad del estado energético de la materia análogo a una "colina" o pendiente clásica, compuesta por crestas y flancos alternos, que sugiere que el camino más corto de un móvil entre dos o más flancos debe atravesar su correspondiente cresta intermedia. Si el objeto no dispone de energía mecánica suficiente como para atravesar la barrera, la mecánica clásica afirma que nunca podrá aparecer en un estado perteneciente al otro lado de la barrera.
A escala cuántica, los objetos exhiben un comportamiento ondular; en la teoría cuántica, un cuanto  moviéndose en dirección a una "colina" potencialmente energética puede ser descrito por su función de onda, que representa la amplitud probable que tiene la partícula de ser encontrada en la posición allende la estructura de la curva. Si esta función describe la posición de la partícula perteneciente al flanco adyacente al que supuso su punto de partida, existe cierta probabilidad de que se haya desplazado "a través" de la estructura, en vez de superarla por la ruta convencional que atraviesa la cima energética relativa. A esto se conoce como efecto túnel.
El efecto túnel juega un papel esencial en muchos fenómenos físicos como, por ejemplo, en la fusión nuclear que ocurre en la secuencia principal de estrellas como el Sol. La energía que poseen los hidrones (catión hidrógeno) en el núcleo del Sol no es suficiente para superar la barrera de potencial que produce la repulsión electromagnética entre ellos. Gracias al efecto túnel, existe una pequeña probabilidad de que algunos hidrones la sobrepasen, produciendo la fusión de los mismos y liberando energía en forma de radiación electromagnética. Aunque la probabilidad de que se produzca este efecto túnel es muy pequeña, la inmensa cantidad de partículas que componen el Sol hace que este efecto se produzca constantemente. Esto explica por qué cuanto más masiva es una estrella (como una supergigante azul), más corta es su secuencia principal, ya que la energía cinética de los hidrones es mayor y, en consecuencia, la probabilidad del efecto túnel también.

## Historia
Aproximadamente, en 1928, George Gamow resolvió la teoría de la desintegración Alfa  de los núcleos atómicos a través de las propiedades del efecto túnel. Clásicamente, la partícula se encuentra confinada al núcleo debido a la ingente cantidad de energía requerida para escapar a su potencial. Análogamente, es necesario un aporte enorme de energía para desgajar las mismas del núcleo. En la mecánica cuántica, sin embargo, existe una probabilidad razonable de que la partícula atraviese el potencial enérgico descrito por el núcleo y logre escapar de la influencia del mismo. Gamow resolvió un modelo potencial para los núcleos atómicos y derivó una relación entre la vida media de la partícula y la energía de emisión.
La descomposición alpha también fue resuelta al mismo tiempo por Ronald Gurney y Edward Condon. A partir de entonces, se consideró que las partículas pueden introducirse en un túnel energético que incluso atraviese el mismo núcleo atómico, dotando de validez completa al modelo energético para cualquier aplicación del "efecto túnel".
Después de la asistencia de Max Born al seminario de Gamow, el primero reconoció las generalidades o básicas de la mecánica del efecto. Se dio cuenta de que el "efecto túnel" no se restringía únicamente a la física nuclear, sino que proveía un resultado general que se aplica a un conjunto muy heterogéneo de sistemas que se rigen por las leyes de la mecánica cuántica. Hoy en día, la teoría de los túneles energéticos o "efecto túnel" está siendo aplicada a la física de la cosmología del universo. Sus usos están, asimismo, derivándose a otras áreas del progreso tecnológico, como la transmisión en frío de electrones, y quizá, de forma más importante y reconocida a la física de semiconductores y superconductores. Fenómenos como la emisión de campo, vital para las memorias flash son dilucidados cuánticamente a través de las consecuencias del efecto túnel. Este efecto también es un recurso para ampliar el escape en la electrónica de Integración a Muy Altas Escalas o VLSI y resulta en el substancial poder de drenado y efecto de calentamiento que mina la tecnología móvil de alta velocidad.

Otras aplicaciones son el microscopio de efecto túnel (electrón-túnel) que puede presentar y resolver objetos que son muy pequeños para ser visualizados a través de microscopios convencionales. Estos artificios superan las limitaciones de los microscopios ópticos; aberración visual, límites de longitud de onda realizando un barrido de superficie sobre el objeto con electrones "tuneladores".
Es notable comprobar que ha demostrado tratarse de un efecto que se lleva a cabo naturalmente por las enzimas para catalizar reacciones químicas, y se ha demostrado que, estas mismas, son avezadas a su uso a la hora de transferir sendos electrones y átomos nucleares, como el hidrógeno y el deuterio. También se ha observado en la enzima (GOx) (EC 1.1.3.4) que los núcleos de oxígeno pueden atravesar túneles energéticos bajo condicionantes fisiológicos.

## Explicación simplificada

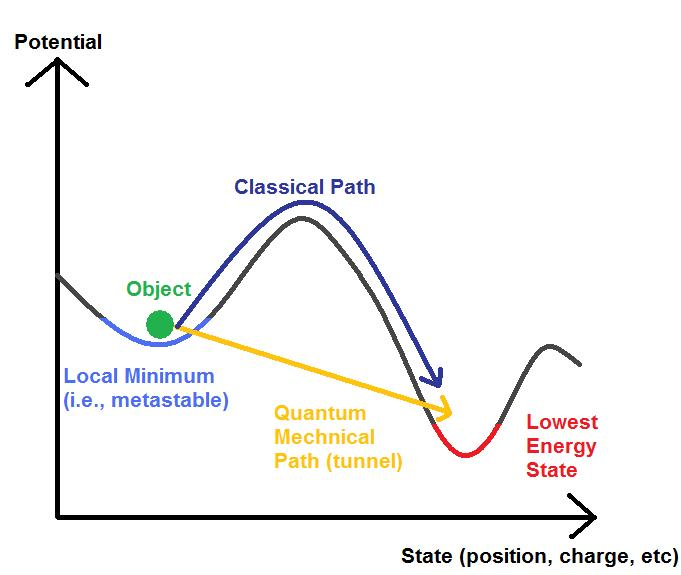
Fig.2

El diagrama (Fig.2) compara el efecto de túnel con el movimiento clásico de un objeto. Por analogía con la gravedad, el objeto tiende a desplazarse en dirección al centro de la tierra. Clásicamente, para alcanzar el estado mínimo, debe proveerse con energía adicional. Bajo la ley de la mecánica cuántica, sin embargo, el objeto puede ocasionalmente "atravesar" el estado energético representado por las dos pendientes y la cresta hasta lograr un estado mínimo de potencial energético. Considerando un móvil que circula a lo largo de la trayectoria que describe una vaguada (Para los propósitos de la dilucidación, discriminar fuerzas adicionales a la gravedad). Se dice que el mismo, se encuentra a 500 metros sobre el nivel del mar, la cima de la montaña, simbolizada por una cresta energética, alcanza los 1000 metros, y el plano más allá de la misma, se encuentra a la altura del mar. Toda instancia o entidad material que conocemos tiende a su nivel mínimo energético (esto es, mayor entropía, por lo que el objeto tratará de descender tanto como sea posible). En la mecánica clásica, mientras una posición del plano sea energéticamente menor que aquella que ocupa el móvil, sin compromiso ulterior con las fuerzas añadidas al sistema, este no tendrá la capacidad de por sí para alcanzar esa posición. Sin embargo si existiera un túnel comunicante entre ambos flancos de la montaña, el móvil se desplazaría a través de ella sin la necesidad de una energía suplementaria a la misma gravedad. En aplicación a una partícula que se rige bajo los preceptos de la mecánica clásica, esto es considerado "tunelado cuántico".
Nótese que se trata de un efecto válido en escalas fenomenológicas extremadamente mínimas, generalmente, solo puede ser observado cuando existe un intercambio energético entre partículas de tamaño atómico o más reducidas, en las cuales el potencial del intercambio o trasvase con las fuerzas que ello involucra, lo transforma en un fenómeno notablemente más complejo, y en el que no existen vasos comunicantes entre túneles de recorrido creciente. Este fenómeno, como se ha expuesto antes, solo permite graduar la energía del espacio que recorre la partícula de forma decreciente y de acuerdo con la segunda ley de la termodinámica.

## Cálculo en sistemas semiclásicos
Consideremos la forma atemporal de la ecuación de Schrödinger para una partícula unidimensional, bajo la influencia de una "colina" potencial.
{\displaystyle V(x)}.

{\displaystyle -{\frac {\hbar ^{2}}{2m}}{\frac {d^{2}}{dx^{2}}}\Psi (x)+V(x)\Psi (x)=E\Psi (x)}

Ahora, recuperemos la función de onda {\displaystyle \Psi (x)} como exponencial de una función.

{\displaystyle \Psi (x)=e^{\Phi (x)},\ \mathrm {con} \quad \Phi ''(x)+\Phi '(x)^{2}={\frac {2m}{\hbar ^{2}}}\left(V(x)-E\right).}

Separamos {\displaystyle \Phi '(x)} en sendas partes reales e imaginarias, empleando para ello las funciones de variable real A y B.

{\displaystyle {\begin{cases}\Phi '(x)=A(x)+iB(x)\\A'(x)+A(x)^{2}-B(x)^{2}={\frac {2m}{\hbar ^{2}}}\left(V(x)-E\right)\end{cases}}},

porque la parte imaginaria pura desaparece debido a la evaluación real del segundo miembro:

{\displaystyle i\left(B'(x)-2A(x)B(x)\right)=0}

Lo siguiente es tomar la aproximación semiclásica para resolver la ecuación. Esto significa que habremos de expandir cada función como una superserie en {\displaystyle \hbar }. De las ecuaciones, inferimos que las superseries deben comenzar, cuando menos un orden de {\displaystyle \hbar ^{-1}} para satisfacer la parte real de las mismas. Pero, cuando el cálculo requiere de un límite clásico razonablemente más preciso, también necesitaremos comenzar con un orden de magnitud superior a la constante de Planck como sea posible.

{\displaystyle A(x)={\frac {1}{\hbar }}\sum _{k=0}^{\infty }\hbar ^{k}A_{k}(x),\qquad B(x)={\frac {1}{\hbar }}\sum _{k=0}^{\infty }\hbar ^{k}B_{k}(x).}

Las limitaciones en los términos de mínimo orden quedan:

{\displaystyle A_{0}(x)^{2}-B_{0}(x)^{2}=2m\left(V(x)-E\right),\ \mathrm {con} \ A_{0}(x)B_{0}(x)=0}

Si la amplitud varía lentamente en comparación con la fase, especificamos {\displaystyle A_{0}(x)=0} y obtenemos:

{\displaystyle B_{0}(x)=\pm {\sqrt {2m\left(E-V(x)\right)}}}

que es únicamente válida cuando se dispone de más energía que potencial - movimiento clásico. Después se aplica el mismo procedimientos en el siguiente orden de la expansión y obtenemos:

{\displaystyle \Psi (x)\approx C{\frac {e^{i\int dx{\sqrt {{\frac {2m}{\hbar ^{2}}}\left(E-V(x)\right)}}+\theta }}{\sqrt[{4}]{{\frac {2m}{\hbar ^{2}}}\left(E-V(x)\right)}}}}

Por otra parte, si la fase varía lentamente en comparación con la amplitud, podemos ajustar {\displaystyle B_{0}(x)=0} y obtener:

{\displaystyle A_{0}(x)=\pm {\sqrt {2m\left(V(x)-E\right)}}}

que es válido solo si tiene mayor potencia que energía - movimiento tunelado. Resolviendo la siguiente expansión con un orden superior, obtenemos:

{\displaystyle \Psi (x)\approx {\frac {C_{+}e^{+\int dx{\sqrt {{\frac {2m}{\hbar ^{2}}}\left(V(x)-E\right)}}}+C_{-}e^{-\int dx{\sqrt {{\frac {2m}{\hbar ^{2}}}\left(V(x)-E\right)}}}}{\sqrt[{4}]{{\frac {2m}{\hbar ^{2}}}\left(V(x)-E\right)}}}}

Es aparente por el denominador, que ambas soluciones aproximadas se alejan del punto de curvatura clásico {\displaystyle E=V(x)}. Lo que tenemos son las soluciones aproximadas más allá del potencial de la "colina" y debajo de la misma. Más allá de esta, la partícula se comporta como una onda libre - la fase es oscilante. Debajo, la partícula sufre cambios exponenciales en la amplitud.
En un problema específico del "efecto túnel", deberíamos sospechar que la amplitud de la transición es proporcional a

{\displaystyle e^{-\int dx{\sqrt {{\frac {2m}{\hbar ^{2}}}\left(V(x)-E\right)}}}}

, por lo que, de esta manera, el efecto está exponencialmente complicado por largas desviaciones provenientes de la permisividad motriz clásica. Pero para completarlo, debemos encontrar las soluciones aproximadas en algún sitio y relacionar los coeficientes para lograr una aproximación global al problema. Empleamos para ello las soluciones que se aproximen con fundamento a aquellas halladas antes de los puntos de curvatura clásicos {\displaystyle E=V(x)}.
Si {\displaystyle x_{1}} designa a un punto de curvatura, y debido a que se sitúan próximos {\displaystyle E=V(x_{1})}, se puede expandir {\displaystyle 2m/\hbar ^{2}\left(V(x)-E\right)} en una serie de Taylor:

{\displaystyle {\frac {2m}{\hbar ^{2}}}\left(V(x)-E\right)=v_{1}(x-x_{1})+v_{2}(x-x_{1})^{2}+\cdots }

Aproximémonos únicamente al orden lineal {\displaystyle {\frac {2m}{\hbar ^{2}}}\left(V(x)-E\right)=v_{1}(x-x_{1})}

{\displaystyle {\frac {d^{2}}{dx^{2}}}\Psi (x)=v_{1}(x-x_{1})\Psi (x)}

Esta ecuación diferencial parece sospechosa y engañosamente simple. Sus soluciones son funciones de Airy:

{\displaystyle \Psi (x)=C_{A}Ai\left({\sqrt[{3}]{v_{1}}}(x-x_{1})\right)+C_{B}Bi\left({\sqrt[{3}]{v_{1}}}(x-x_{1})\right)}

Supuestamente, esta solución debería conectar las soluciones halladas para los puntos del espacio allende las crestas y debajo del sistema. Dados dos coeficientes en un lado del punto de curvatura, deberíamos poder determinar otros dos coeficientes, al otro lado de la misma empleando esta solución local que los conecte. Por esta ende, ahora hemos encontrado una relación entre {\displaystyle C,\theta } y {\displaystyle C_{+},C_{-}}.
Afortunadamente, las funciones de Airy son asintóticas para los senos, cosenos y funciones exponenciales, dentro de los propios límites que las definen. La relación pues, se determina como siguen estas líneas:

{\displaystyle C_{+}={\frac {1}{2}}C\cos {\left(\theta -{\frac {\pi }{4}}\right)}}
{\displaystyle C_{-}=-C\sin {\left(\theta -{\frac {\pi }{4}}\right)}}

Ahora, podemos construir soluciones globales y resolver problemas de "tunelación". El coeficiente de transmisión, 

{\displaystyle \left|{\frac {C_{\mbox{transmitida}}}{C_{\mbox{reflejada}}}}\right|^{2}}

para una partícula "tuneladora" a través de un potencial enérgico o barrera, obtenemos que debe ser:

{\displaystyle T^{2}={\frac {e^{-2\int _{x_{1}}^{x_{2}}dx{\sqrt {{\frac {2m}{\hbar ^{2}}}\left(V(x)-E\right)}}}}{\left(1+{\frac {1}{4}}e^{-2\int _{x_{1}}^{x_{2}}dx{\sqrt {{\frac {2m}{\hbar ^{2}}}\left(V(x)-E\right)}}}\right)^{2}}}}

Donde, {\displaystyle x_{1},x_{2}} no son sino los dos puntos de la curva clásicos definidos por la barrera de potencial. Si tomamos el límite clásico de todos los demás parámetros mayores que la constante de Planck, abreviados como {\displaystyle \hbar \rightarrow 0}, podemos observar que el coeficiente de transmisión tiende a cero. Este límite clásico puede fallar virtualmente, pero es más fácil de resolver, como es el caso del potencial cuadrático.

## En la cultura popular
- En el episodio "Drama-Futuro" ("Future-Drama") de Los Simpson, Homer y Bart atraviesan una montaña en la que se puede leer "Quantum tunnel" (Túnel cuántico)
- En la serie de ciencia ficción Sliders, los personajes principales viajan a universos paralelos empleando el "efecto túnel a través de una puerta de Einstein-Rosen-Podolsky".

- En la serie de ciencia ficción Zeta Disconnect, el portón que los personajes principales utilizan para viajar a través del tiempo es referido como un túnel cuántico.
- En el videojuego Supreme Commander, los humanos emplean el efecto túnel como medio de teletransporte, medio por el cual pueden colonizar áreas muy distantes.

- En la novela Rescate en el tiempo de Michael Crichton, los personajes hacen uso del efecto túnel como medio experimental para los viajes en el tiempo.

- Kitty Pryde, un personaje de los cómics Marvel, lo usa para atravesar las paredes.

### Lecturas y publicaciones
- Razavy, Mohsen (2003). Quantum Theory of Tunneling. World Scientific. ISBN 981-238-019-1.
- Griffiths, David J. (2004). Introduction to Quantum Mechanics (2nd ed.). Prentice Hall. ISBN 0-13-805326-X.
- Liboff, Richard L. (2002). Introductory Quantum Mechanics. Addison-Wesley. ISBN 0-8053-8714-5.
- Vilenkin, Alexander (2003). «Particle creation in a tunneling universe». Phys.Rev. D 68: 023520. doi:10.1103/PhysRevD.68.023520.

- Datos: Q175751
- Multimedia: Quantum tunneling / Q175751